# Kopidodon
Kopidodon je rod izumrlih sisavaca nalik na vjeverice iz reda Cimolesta. Kopidodon je sa svojih 115 centimetara dužine (većina te dužine otpada na rep) bio jedan od najvećih sisavaca penjača u razdoblju eocena na području Europe. Ovaj sisavac je imao izražene očnjake, vjerojatno zbog zaštite. Unatoč tome, njegovi kutnjaci su bili prilagođeni za žvakanje biljaka, a ne mesa. Pandže na nogama su Kopidodonu omogućavale da se s lakoćom kreće među krošnjama stabala, baš poput današnjih vjeverica. Fosilni ostaci Kopidodona su pronađeni u drevnom kopu Messel u Njemačkoj, a očuvani su čak i obrisi krzna. Kopidodon je poput velikih vjeverica imao dugi, kitnjasti rep koji mu je služio za održavanje ravnoteže.

## Galerija
- Fosil Kopidodona s vidljivim obrisom krzna u muzeju u Tokiju, Japan
- Crtež Kopidodona
- Drevni kop Messel u Njemačkoj, nalazište fosila